# Three Jumps Ahead
Three Jumps Ahead (Brasil: Descendo Abismos ) é um filme estadunidense de 1923, do gênero faroeste, dirigido por John Ford. O filme é considerado perdido.

## Elenco
- Tom Mix como Steve McLean
- Alma Bennett como Annie Darrell
- Edward Peil Sr. como Buck Taggitt (como Edward Piel)
- Joseph W. Girard como John Darrell (como Joe Girard)
- Virginia True Boardman como Mrs. Darrell
- Margaret Joslin como Alicia
- Francis Ford como Ben McLean
- Harry Todd como Lige McLean
- Buster Gardner como papel indeterminado